# Carl Bremiker
Carl Bremiker, né le 23 février 1804 à Hagen, dans le comté de La Marck, et mort le 26 mars 1877 à Berlin, est un astronome et géodésien prussien.
D'abord éduqué comme arpenteur-géomètre, Bremiker a travaillé sur le relevé de Rhin-Westphalie jusqu'en 1835. Il obtint un doctorat et fut un assistant de Johann Franz Encke. Le 26 octobre 1840 Bremiker découvre une comète, maintenant désignée C/1840 U1 (Bremiker). Pour cette découverte, il remporta le prix Lalande en 1840. Il fit des entrées et des révisions pour cinq des cartes d'étoiles de l'Académie de Berlin et collabora au Berliner Astronomisches Jahrbuch (l'Almanach nautique de Berlin).
En 1852, Bremiker publia une nouvelle édition du Thesaurus Logarithmorum Completus (de) (une célèbre table de logarithmes) du baron Jurij Vega. La nouvelle table fut publiée en latin sous le titre complet Logarithmorum VI decimalium nova tabula berolinensis et numerorum vulgarium ab I usque ad 100000, et functionum trigonometricarum ad decades minutorum secundorum, auctore Carolo Bremiker, Dr. Ph.. En 1860, la table fut publiée en allemand sous le titre Logarithmisch-trigonometrische Tafeln mit sechs Decimalstellen bearbeitet. La table de Bremiker fut publiée lors de dizaines d'éditions en allemand et en anglais. Il fut de 1850 à 1877 un éditeur du Nautisches Jahrbuch (Almanach/Annuaire nautique) allemand ainsi que de l'Annuaire nautique français. Bremiker était un inspecteur de la salle des plans au ministère du Commerce de Prusse. À partir de 1868, il fut directeur départemental de l'Institut géodésique royal de Prusse (de).

## Sources
- (de) Ernst Milkutat, « Bremiker, Carl », dans Neue Deutsche Biographie (NDB), vol. 2, Berlin, Duncker & Humblot, 1955, p. 582 (original numérisé).